# 7591A

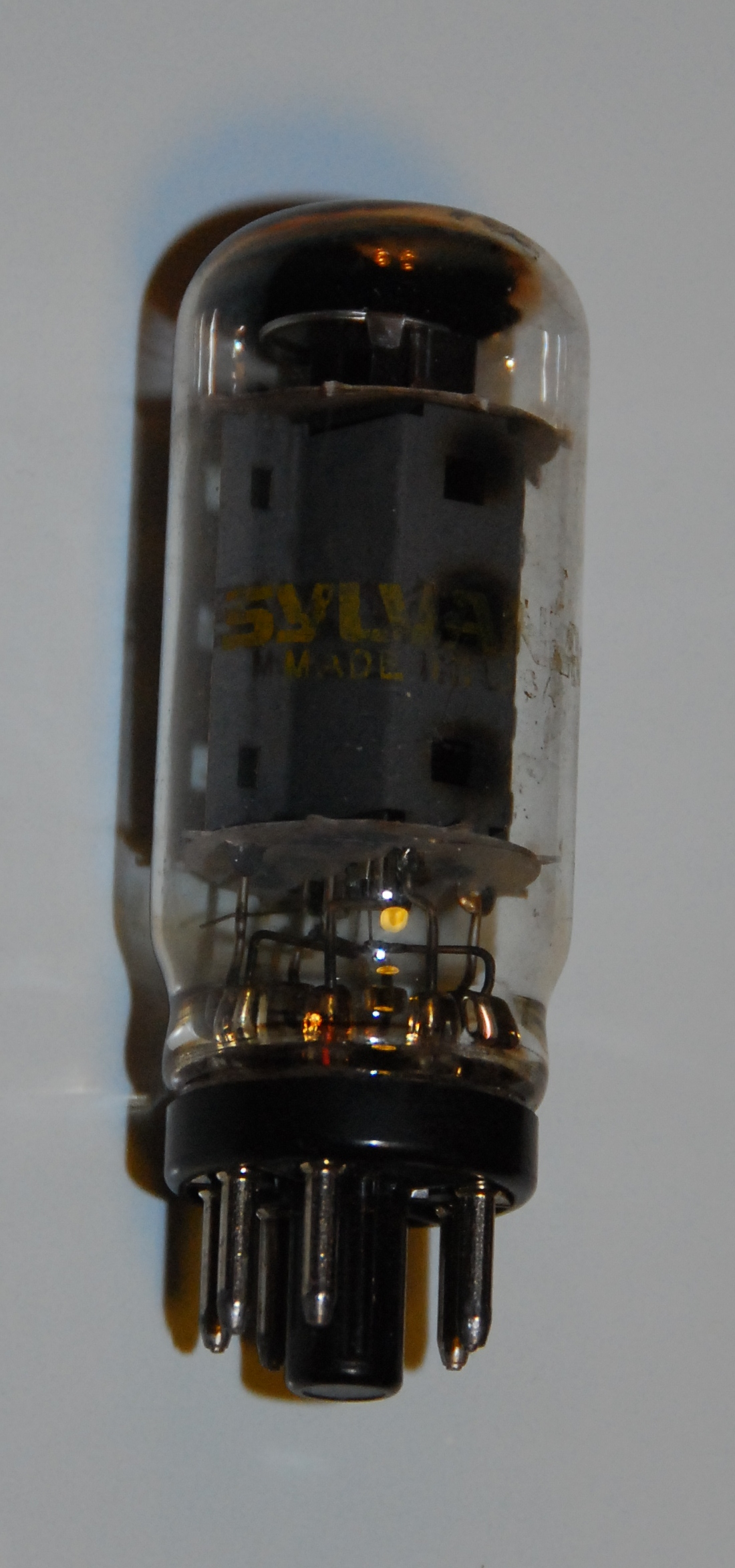
Lampa elektronowa 7591A firmy SYLVANIA

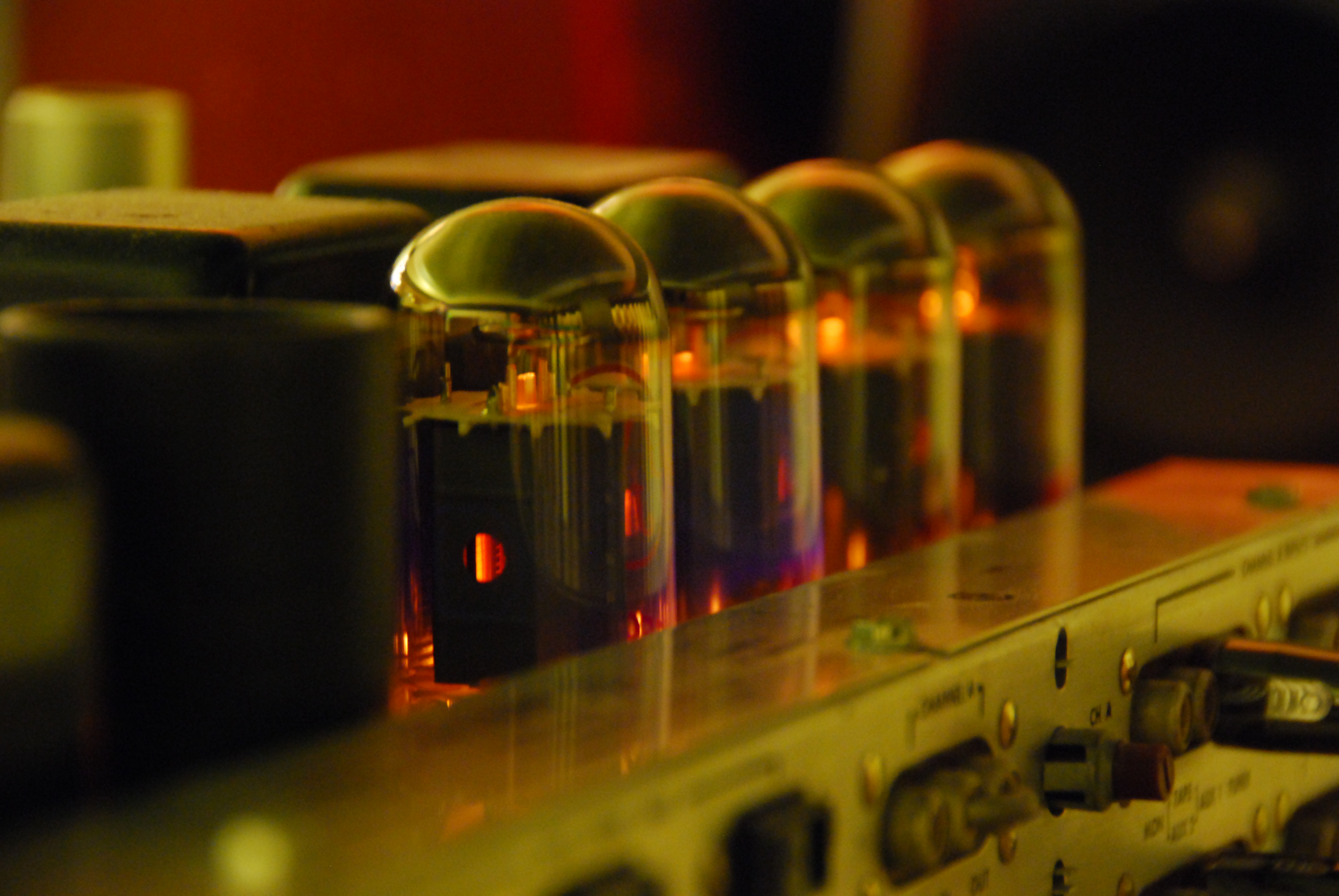
7591A z aktualnej produkcji pracujące we wzmacniaczu Fisher X-202-B

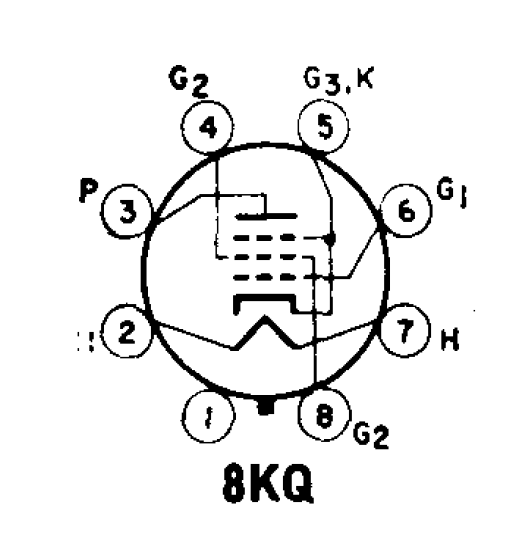
Rozkład nóżek lampy 7591A.

7591A – lampa elektronowa, pentoda mocy o cokole oktalowym. Wypuszczona na rynek w 1959, zaprojektowana przez Western Electric. Jest typowo amerykańską lampą bez europejskiego odpowiednika. Stosowana głównie w wzmacniaczach mocy sprzętu Hi-fi. We wzmacniaczach gitarowych używana sporadycznie w porównaniu do nieco mocniejszej i wyższej EL34, która reprezentuje „Brytyjskie brzmienie”. Para 7591A przeciętnie daje 35–40 W mocy. Była następcą lampy 7355, która miała korzenie w 6L6. Najczęściej stosowana w sprzęcie audio firm Fisher, Scott, Eico. Okazjonalnie wypuszczana w nowych produktach. Przestała być produkowana w latach 80., braki na rynku i wysokie ceny używanych egzemplarzy jak i NOS-ów (New Old Stock czyli nieużywane egzemplarze z zapasów magazynowych) doprowadziły do rozpoczęcia produkcji przez aż dwie firmy JJ Electronic i Electro-Harmonix.

## Dane techniczne

### Żarzenie
- napięcie żarzenia – 6,3 V napięciem stałym lub zmiennym
- prąd żarzenia – 0,8 A

### Typowa charakterystyka w klasie A1
| Ua  | 300 V   |
| Ug2 | 300 V   |
| Ug1 | −10 V   |
| Ia  | 60 mA   |
| Ig2 | 8 mA    |
| S   | 10 mA/V |
| Ri  | 29 kΩ   |
| μ   | 16,8    |

### Maksymalne wartości
| Ua  | 550 V                                           |
| Ug2 | 440 V                                           |
| Wa  | 19 W                                            |
| Wg2 | 3,3 W                                           |
| Ik  | 85 mA                                           |
| Rg1 | max 0,3 MΩ (fixed bias) max 1 MΩ (cathode bias) |
| Ukf | max 200 V                                       |